# Roseburg, Oregon

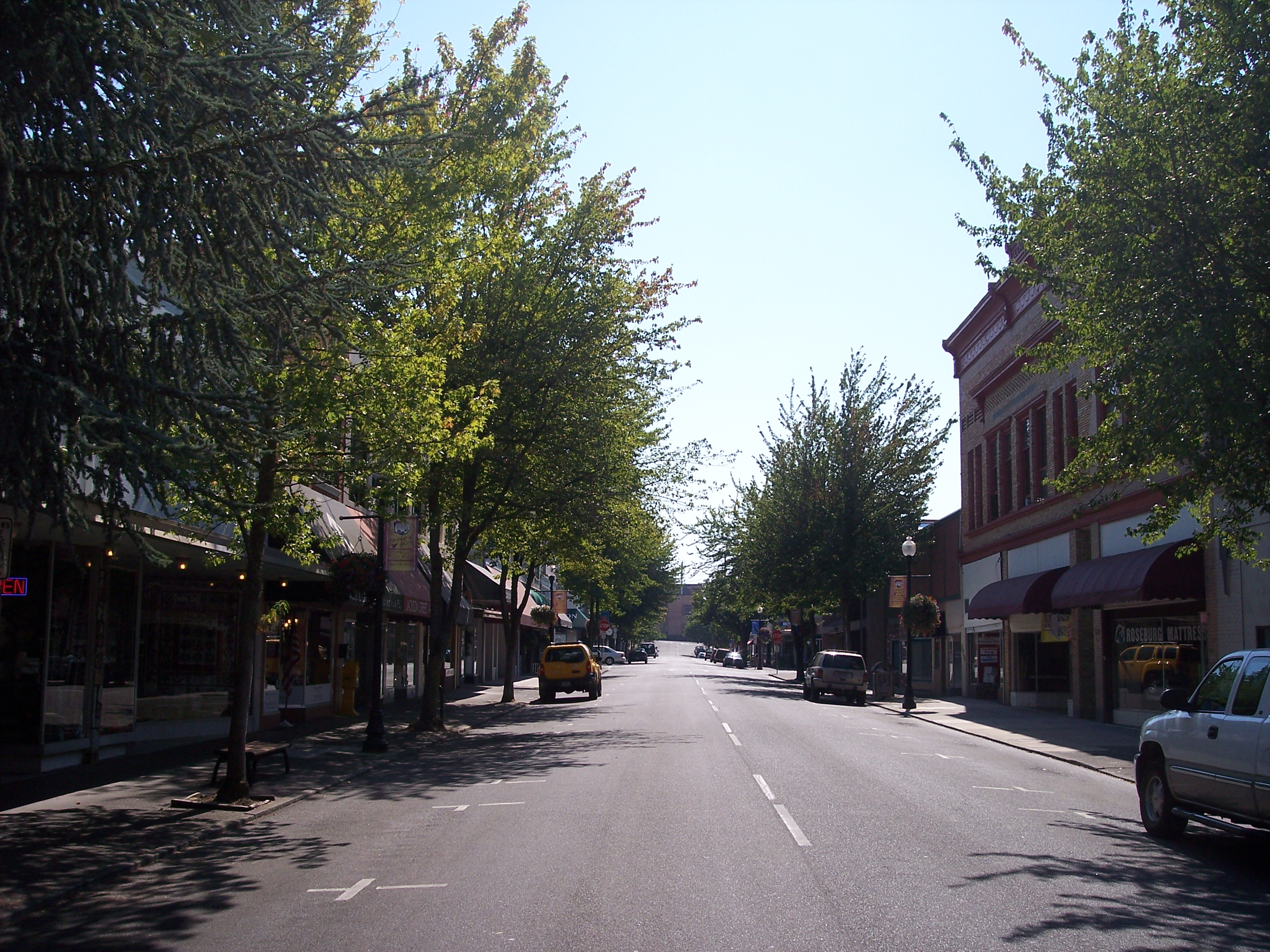
Southeast Jackson Street, Roseburg, Oregon

Roseburg är en stad i den amerikanska delstaten Oregon med en yta av 24,4 km² och en folkmängd, som uppgår till 21 050 invånare (2000). Roseburg är administrativ huvudort i Douglas County. 9.7 km norr om Roseburg finns Umpqua Community College (UCC) som även är beläget cirka 7 km norr om Winchester.